# Kwadrans po ósmej
Kwadrans po ósmej – poranny program publicystyczny TVP1.
Emitowany od 3 lipca 2006 do 28 sierpnia 2009 roku od poniedziałku do piątku o godzinie 8:15. Program prowadzony przez Jacka Karnowskiego, Macieja Zdziarskiego, Artura Rumianka, Macieja Zakrockiego, Kubę Strzyczkowskiego oraz Justynę Dobrosz-Oracz. Porusza i komentuje bieżące wydarzenia polityczne w Polsce i na świecie. Do każdego programu zapraszani są goście – politycy, ekonomiści, socjolodzy, urzędnicy. Program emitowany ponownie od 4 stycznia do 9 lipca 2010, a prowadzony był przez Macieja Zdziarskiego, Michała Siegiedę, Justynę Dobrosz-Oracz, Joannę Lichocką i Marka Pyzę.

## Czołówki programu
| Czas obowiązywania              | Opis |
| ------------------------------- | --- |
| 3 lipca 2006 - 28 sierpnia 2009 | Kolorystyka czołówki jest niebieska z ciemnym pasem pośrodku. W czołówce pojawia się zegar, którego wskazówki się poruszają tak długo, kiedy dotrą do godziny 08:15. Zegar pozostaje na ekranie do końca czołówki. Potem pojawia się napis "Kwadrans" (każda litera osobno) stworzony z różnej wielkości liter. W prawym dolnym rogu napisu "Kwadrans" pojawia się niebieskoszara ramka z białym napisem "po ósmej". |
| 4 stycznia 2010 - 9 lipca 2010  | Początkiem czołówki jest zegar różowy z białą ramą. W czasie dalszym wyświetlają się na ekranie cyfry 1-8 w półprzezroczystych kółkach, co jest sygnalizowane piknięciami w podkładzie muzycznym. Podczas tego momentu akcja czołówki się oddala. Na koniec czołówki, po przechyleniu się akcji, widoczny jest duży biały napis KWADRANS i mniejszy napis "po ósmej", również biały, ale na tle różowym. Na lewo od napisów tytułowych jest zegar, którego rama się obraca. Kolorystyka jasnoniebiesko-różowa z elementami bieli. |

## Studio programu
| Czas obowiązywania              | Opis |
| ------------------------------- | --- |
| 3 lipca 2006 - 28 sierpnia 2009 | Studio na ulicy Świętokrzyskiej w Warszawie z widokiem na ruchliwą drogę, monitorem ciekłokrystalicznym oraz ze stołem z płyt drewnianych, stali i szkła w kolorystyce niebieskiej.                        |
| 4 stycznia 2010 - 9 lipca 2010  | W studiu również znajduje się szyba, tyle że zamiast ruchliwej drogi widać za nią zieleń. Stół prezenterski wykonany był z białej płyty z różowym podświetleniem. Podobnie był wykonany ekran projekcyjny. |